# 안형
안형 또는 눈모양은 눈이 될 수 있는 형태를 뜻한다. 삶의 모양이자 삶의 기본 조건이다.